# Ferruccio Vignanelli
Ferruccio Vignanelli   (Civitavecchia, 4 d'octubre de 1903 - Roma, 5 de maig de 1988), va ser un organista, clavicembalista i pedagog musical italià.

## Biografia
Ferruccio Vignanelli va estudiar inicialment amb el pianista Pietro Boccaccini. Va estudiar al Pontifici Institut de Música Sacra de Roma des de 1918. Entre els seus professors hi havia Cesare Dobici, Licinio Refice i Raffaele Manari. Allà es va graduar amb un diploma en cant gregorià, composició i orgue.
Ferruccio Vignanelli va ser professor d'orgue al Pontifici Institut de Música Sacra de Roma des de 1933 i de clavicèmbal al Conservatori Romà "Santa Cecilia" de 1952 a 1973. Paral·lelament va actuar en concerts amb els dos instruments esmentats. Va treballar com a organista a les esglésies romanes de San Luigi dei Francesi de 1923 a 1947 i de San Carlo ai Catinari de 1928 a 1958.
Ferruccio Vignanelli es va casar amb la clavecinista i organista Hedda Illy el 1955. Va ser el pare del violoncel·lista Francesco Vignanelli i de la clavecinista Barbara Vignanelli. Es considera notable la contribució de Vignanelli a l'estudi de la pràctica històrica de la interpretació i a la difusió de la música per clavicèmbal en l'escena concertística italiana del segle xx.